# Heracleum subglabrum
Heracleum subglabrum är en flockblommig växtart som beskrevs av Siro Kitamura. Heracleum subglabrum ingår i släktet lokor, och familjen flockblommiga växter. Inga underarter finns listade i Catalogue of Life.